# キューン・プラント
株式会社キューン・プラント（英: quunplant.inc）は、アニメーション・ゲームにおける美術画の創作を主な事業とする日本の企業。株式会社EOTAの子会社。「キューンプラント」でクレジットされることもある。

## 概要
2007年4月「株式会社キューン・プラント」として法人化。ゲーム・アニメを中心とした背景美術を担当。
2017年頃まではゲーム背景を中心に活動していたが、2018年から本格的にアニメ美術に参入。
2023年3月、アニメプロデュース会社であるツインエンジン（EOTA）が株式を取得し、同社のグループ会社化。
美術設定からスケッチアップ・blender等の3Dソフトを使用し、他では類を見ない独特の手法で制作している。
代表作は『メダリスト』『UnnamedMemory』『劇場版えんとつ町のプペル』『荒ぶる季節の乙女どもよ。』『レイトン ミステリー探偵社』

## 参加作品

### テレビアニメ
- レイトンミステリー探偵社（2018年）美術・美術設定
- うちのメイドがウザすぎる！（2018年）6.7.9.10話一部美術設定
- 荒ぶる季節の乙女どもよ。（2019年）美術・美術設定
- 麻辣女配（2020年）美術・美術設定
- 池袋ウェストゲートパーク（2020年）３D美術設定・３DLO・4話/６話美術
- 恋とプロデューサー〜EVOL×LOVE〜（2020年）美術設定
- 体操ザムライ（2020年）３D美術設定・３DLO
- 幼なじみが絶対に負けないラブコメ (2021年）３Dモデリング・３DLO
- テスラノート（2021年）美術
- 乙女ゲー世界はモブに厳しい世界です（2022年）美術・美術設定
- テクノロイド（2023年）美術
- Unnamed Memory（2024～2025年）美術・美術設定
- ハズレ枠の【状態異常スキル】で最強になった俺がすべてを蹂躙するまで（2024年）美術
- メダリスト（2025年）美術・美術設定・一部背動
- どうせ恋してしまうんだ。（2025年）美術・美術設定

### 劇場アニメ
- モンスターストライク THE MOVIE はじまりの場所へ（2016年）一部美術
- 僕のヒーローアカデミア THE MOVIE ヒーローズ（2020年）ライジング一部美術
- えんとつ町のプペル（2020年）3Dステージモデリング／2Dレタッチ、コンポジット
- 神在月の子供（2021年）美術設定
- 亀の甲羅はあばら骨（2022年）美術
- クラユカバ・クラメルカガリ（2024年）ステージモデル

### Webアニメ
- 地下鉄に乗るっ（2016年）美術・美術設定
- モンソニ! ダルタニャンのアイドル宣言（2017年）美術・美術設定
- パンの赤ちゃん（2024年）CG背景モデリング

### アプリゲーム
- A3! (2017年 - )
- ライドカメンズ（2024年-）

### ゲーム
- 乙女的恋革命★ラブレボ!!（2006年）
- リアルロデ（2007年）
- BLAZBLUE（2008年）
- BLAZBLUE CONTINUUM SHIFT（2010年）
- アルカナ・ファミリア -La storia della Arcana Famiglia-（2011年）
- バクダン★ハンダン（2012年）
- XBLAZE CODE:EMBRYO（2013年）
- エルクローネのアトリエ 〜Dear for Otomate〜（2012年）
- 爽海バッカニアーズ！（2013年）
- うたの☆プリンスさまっ♪All Star After Secret（2015年）
- 大江戸BlackSmith（2015年）
- プリンセスは金の亡者（2016年）
- スチームプリズン（2017年）
- スペードの国のアリス（2021年）

### PV
- アッシュアームズPV(2020年）背景美術
- Hey! Say! JUMP - ASAP!ショートver (2021年）背景美術
- 失楽園（2022年）一部美術
- 春日影(MyGO!!!!! ver.)背景美術

## スタッフ
- 中尾陽子（美術監督/3D美術設定/美術cgiディレクター）
- 河合良介（美術監督/美術補佐/美術コンポジター）
- 草間徹也（副美術監督/cgiディレクター）
- 河内美緒（美術監督/美術補佐/美術cgiディレクター）
- 妹脊百合子（3D美術設定/3Dディレクター)
- 中川尚子（3D美術設定/3DLOディレクター)